# Institutul de Arheologie „Vasile Pârvan”

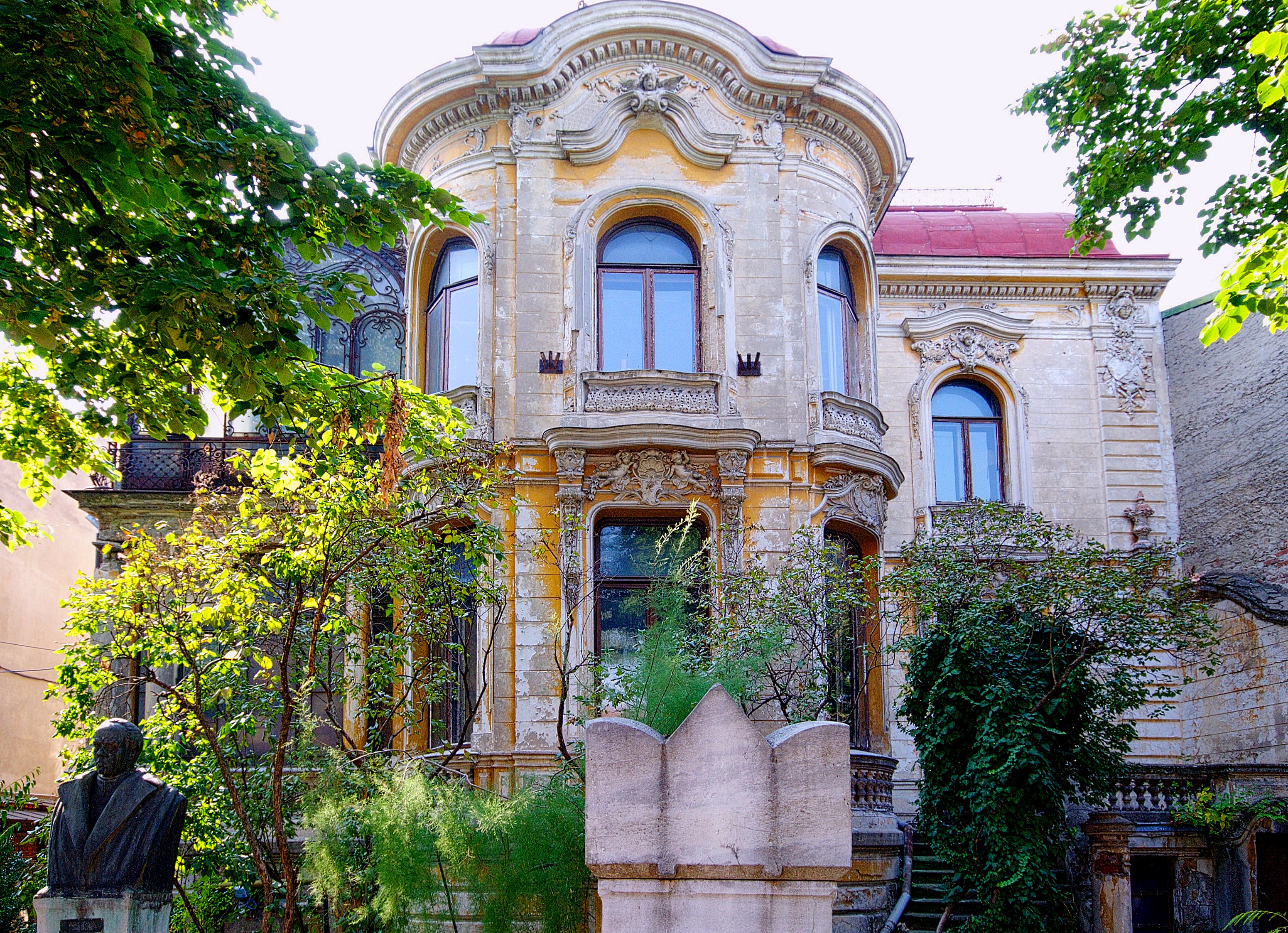
Institutul de Arheologie „Vasile Pârvan” (cu sediul in Casa Macca)

Institutul de Arheologie „Vasile Pârvan” este un institut al Academiei Române, situat în București, România, specializat în preistorie, istorie veche, arheologie clasică și istorie medievală. Directorul institutului este din 2016 numismatul și arheologul Eugen Nicolae. 
Institutul are o publicație profesională cu o activitate neîntreruptă de peste 80 de ani, revista de arheologie Dacia, fondată în 1924 de arheologul și istoricul român Vasile Pârvan, în a cărui onoare institutul a fost numit. Titlul original al revistei de arheologie era la înființare Dacia - Recherches et découvertes archéologiques en Roumanie, care astăzi se numește Dacia - Revistă arheologică și de istorie veche, având subtitluri identice în patru limbi de circulație, franceză, engleză, germană și rusă. 
Colecțiile sale sunt reprezentate de fondul moștenit de la Muzeul Național de Antichități, constituit în secolul al XIX-lea, si de achiziții arheologice de la Histria, Dinogetia, Noviodunum, Tropaeum Traiani și Sucidava (grecești, geto-dacice, romane, bizantine, otomane și medievale central-europene). 
Sediul institutului este din anul 1956 Casa Macca din strada Henri Coandă. 

## Organizare
1. Sectorul arheologie preistorică
2. Centrul de tracologie
3. Sectorul arheologie greco-romană și epigrafie
4. Sectorul arheologie medievală
5. Sectorul numismatică
6. Muzeul Național de Antichități
7. Compartimentul desen-restaurare-foto
8. Compartimentul redacție
9. Compartimentul bibliotecă
10. Compartimentul financiar-contabilitate
11. Compartimentul administrativ-aprovizionare